# Lesław Koćwin
Lesław Koćwin (ur. 1941) – polski politolog, ekonomista, nauczyciel akademicki, profesor doktor habilitowany, działacz społeczny i polityczny.

## Życiorys
Ukończył studia ekonomiczne w Wyższej Szkole Ekonomicznej we Wrocławiu oraz studia z zakresu nauk politycznych na Uniwersytecie Wrocławskim. Uzyskał na tej uczelni tytuł doktora, a w 1993 habilitację. W 2004 prezydent RP nadał mu tytuł naukowy profesora.
W latach 60. został wykładowcą Uniwersytetu Wrocławskiego, a następnie Wyższej Szkoły Pedagogicznej im. Tadeusza Kotarbińskiego w Zielonej Górze. Pełnił także funkcję kierownika Zakładu Międzynarodowych Stosunków Gospodarczych i Politycznych na Wydziale Ekonomii i Zarządzania, oraz zastępcy dyrektora, a następnie dyrektora Instytutu Zarządzania Uniwersytetu Zielonogórskiego.
Następnie został wykładowcą na Wydziale Historyczno-Pedagogicznym Uniwersytetu Opolskiego oraz kierownikiem Katedry Stosunków Międzynarodowych na Wydziale Zarządzania Wyższej Szkoły Zarządzania „Edukacja” we Wrocławiu.
Pełni wiele funkcji w organizacjach społecznych i naukowych m.in.: prezesa Freundeskreis Wittig-Haus, przewodniczącego Stowarzyszenia „Dom Europejski Dolny Śląsk. Polsko-Niemiecka Wspólnota Robocza” we Wrocławiu, prezesa Polskiej Rady Ruchu Europejskiego oraz prezesa Towarzystwa Naukowego Prawa Ochrony Środowiska. Jest także przewodniczącym rady naukowej czasopisma „Ziemia Kłodzka” oraz członkiem: Sekcji Stałej Polsko-Czeskiej Komisji Nauk Humanistycznych, Centrum Badań Śląskoznawczych i Bohemistycznych – Uniwersytet Wrocławski.
W 2004 wstąpił do Samoobrony RP, z listy której bez powodzenia ubiegał się o mandat deputowanego w wyborach do Parlamentu Europejskiego w tym samym roku (otrzymał 1274 głosy). Następnie opuścił to ugrupowanie.

## Odznaczenia
W 2009 został odznaczony Medalem Komisji Edukacji Narodowej.

## Publikacje
- Polacy i Niemcy na Ziemi Kłodzkiej 1991–2000. Pamięć – teraźniejszość – przyszłość, Wydawnictwo Uniwersytetu Wrocławskiego, Wrocław 2002,
- Vertreibung? Aussiedlung? Das gemeinsame Schicksal der Bewohner der Grafschaft Glatz, Abfassung, wraz z B. Kobzarska-Bar, Görlitz-Dresden 2001,
- Dostosowanie zarządzania polskimi przedsiębiorstwami i instytucjami non-profit do norm i standardów Unii Europejskiej', Zielona Góra 2002,.
- Polacy i Niemcy: zapis dialogu o anatemie wypędzenia między obecnymi i dawnymi mieszkańcami Ziemi Kłodzkiej w: Wypędzenie? – Wysiedlenie? Polska i niemiecka wspólnota anatemy wypędzenia, Jauernick-Buschbach, Niemcy, 2000
- Joseph Wittig i nasze czasy. Nowa Ruda 2003,
- Turystyka w strategii miast i gmin Ziemi Kłodzkiej, Wyższa Szkoła Zarządzania „Edukacja”, Wrocław 2004,
- Ekonomika integracji europejskiej, Uniwersytet Zielonogórski, Zielona Góra 2004,
- Joseph Wittig. Człowiek – Religia – Kultura; Joseph Wittig. Mensch – Religion – Kultur, Uniwersytet Zielonogórski 2005,
- Przedsiębiorstwo w otoczeniu międzynarodowym, Uniwersytet Zielonogórski, Zielona Góra 2006.